# Campeonato Santomense de 2021
O Campeonato Santomense de Futebol de 2021-22 foi a 35ª edição da principal competição do desporto em São Tomé e Príncipe. Esta foi a edição de retorno do campeonato, após seu cancelamento em 2020 devido à pandemia de Covid-19, no entanto, ela sofreu uma interrupção de dois meses, devido a novas medidas restritivas.
Disputaram a grande final os vencedores da Liga Insular do Príncipe, composta por 6 clubes, e da Liga Insular de São Tomé, composta por 12 clubes na Primeira Divisão.
O campeão nacional foi o Sport Operários e Benfica, que qualificou-se para a fase preliminar da Liga dos Campeões da CAF de 2022–23.

## Primeira Fase
Ver Liga Insular do Príncipe de 2021-22 e Liga Insular de São Tomé de 2021-22.

## Final do Campeonato
A final foi disputada em dois jogos entre os campeões das ligas insulares.
Partidas:
| 24 de julho de 2022 | Operários | 1-1       | 6 de Setembro | Estádio Regional 13 de Junho, Santo António |
| 12:00 UTC+0         |           | Relatório |               |                                             |

| 21 de julho de 2022 | 6 de Setembro | 1-2       | Operários | Estádio 13 de Junho, Santo António |
| 12:00 UTC+0         |               | Relatório |           |                                    |

## Premiação
| Campeonato Santomense de 2020 |
| São Tomé e Príncipe           |
| ----------------------------- |
| Operários Campeão (5º título) |